# Richard Evans (acteur américain)
Pour les articles homonymes, voir Richard Evans et Evans.
Richard Evans est un acteur, réalisateur, scénariste, directeur de la photographie, producteur et monteur américain né le 23 janvier 1935 à Kansas City au Missouri et mort le 2 octobre 2021 sur l'île Whidbey dans l'État de Washington.

## Filmographie

### comme acteur
- 1960 : L'Enlèvement de David Balfour (Kidnapped) : Ransome, the cabin boy
- 1960 : Les Jeunes Amants (Too Soon to Love) : Jim Mills
- 1965 : Synanon (en) : Hopper
- 1965 : The Return of Mr. Moto : Chief Inspector Marlow
- 1964 : Peyton Place ("Peyton Place") (série TV) : Paul Hanley (unknown episodes, 1965)
- 1965 : Bonanza (TV) Saison 7 épisode 4 (The other son/Un fils à aimer) : Ellis Watson
- 1966 : Operation Razzle-Dazzle (TV)
- 1968 : Star Trek (série) : épisode Fraternitaire : Isak
- 1969 : Kapitän Harmsen (série TV)
- 1970 : Macho Callahan : Mulvey
- 1972 : Original: Do Not Project : Inmate
- 1972 : Welcome Home, Johnny Bristol (TV) : Franks
- 1972 : Billy le cave (Dirty Little Billy) de Stan Dragoti : Goldie
- 1973 : Cry Rape (TV) : Dr. Lang
- 1974 : Honky Tonk (TV)
- 1974 : The Nickel Ride : Bobby
- 1977 : L'Île des adieux (Islands in the Stream) : Willy
- 1979 : When Hell Was in Session (TV) : Lt. Alec Vardis
- 1990 : Going Under : Shipyard Worker
- 1994 : Madonna: Innocence Lost (TV) : Lee's House Band

### comme réalisateur
- 1961 : Toys on a Field of Blue
- 1972 : Original: Do Not Project

### comme scénariste
- 1961 : Toys on a Field of Blue
- 1972 : Original: Do Not Project
- 2004 : Harry Monument

### comme directeur de la photographie
- 1961 : Toys on a Field of Blue
- 1972 : Original: Do Not Project
- 2004 : Harry Monument

### comme producteur
- 1961 : Toys on a Field of Blue
- 1972 : Original: Do Not Project
- 2004 : Harry Monument

### comme monteur
- 1972 : Original: Do Not Project
- 2004 : Harry Monument